# Фалон
Фалон (фр. Fallon) насеље је и општина у источној Француској у региону Франш-Конте, у департману Горња Саона која припада префектури Лир.
По подацима из 2011. године у општини је живело 308 становника, а густина насељености је износила 54,61 становника/km². Општина се простире на површини од 5,64 km². Налази се на средњој надморској висини од 324 метара (максималној 434 m, а минималној 294 m).

## Демографија
| 1962. | 1968. | 1975. | 1982. | 1990. | 1999. | 2011. |
| ----- | ----- | ----- | ----- | ----- | ----- | ----- |
| 329   | 331   | 342   | 325   | 340   | 322   | 308   |

График промене броја становника у току последњих година